# يو اس روت 10
يو اس روت 10 (U.S. Route 10) طريق سريع مرقم بين شرق وغرب الولايات المتحدة يقع في منطقتي الغرب الأوسط والبحيرات العظمى وعلى عكس معظم الطرق السريعة في الولايات المتحدة التي تحتوي على "0" كرقم أخير من رقم مسارها، فإن US 10 ليس طريقا سريعا عبر البلاد. كان US 10 أحد الطرق السريعة الأصلية لمسافات طويلة ، يمتد من ديترويت، ميشيغان ، إلى سياتل، واشنطن ، لكنه فقد الكثير من طوله عندما تم بناء طرق سريعة جديدة بين الولايات فوق يمين الطريق.